# Pflanzenfett

Strukturformel eines Triglycerids – Hauptbestandteil der Pflanzenfette.

Pflanzenfette sind aus Ölpflanzen gewonnene Fette (Lipide).

## Eigenschaften
Zu den Pflanzenfetten gehören die Pflanzenöle, welche bei Raumtemperatur flüssig sind, aber auch feste oder halbfeste (Streichfett) Pflanzenfette. Pflanzenfette sind Ester – genauer dreifache Ester – des Glycerols mit Fettsäuren, sogenannte Triglyceride. Ihre Gewinnung und Einteilung ist analog den Pflanzenölen, teilweise unter Erhitzen des Rohmaterials zur Verflüssigung der Fette.

## Feste Pflanzenfette
Zu den festen Pflanzenfetten zählen unter anderem Bacuributter (Platonia insignis), Baobabsamenöl, Affenbrotbaumöl (Adansonia spp.), Illipebutter (Borneotalg, Tenkawangfett; Shorea spp. und  Mowrahbutter (Madhuca longifolia)), Cupuaçubutter (Theobroma grandiflorum), Phulwarabutter (Diploknema  butyracea), Japanwachs, Kokosöl, Kakaobutter, Katiaufett (Madhuca motleyana), Kokumbutter (Garcinia indica), Mangobutter (Mangifera indica), Murumurufett, Muskatnussbutter, Palmkernöl, Palmöl, Salbutter (Shorea robusta),  Sheabutter, Tucumabutter (Astrocaryum tucuma), Virolafett, Ocubawachs, Ucuubaöl und auch Ucuuba-Butter (Virola sebifera, Virola surinamensis).

## Flüssige Pflanzenfette
Flüssige Pflanzenfette umfassen unter anderem Rapsöl, Sonnenblumenöl, Sojaöl, Leinöl und Kürbiskernöl.

## Verwendung
Pflanzenfette werden hauptsächlich als Speisefette verwendet, aber auch als Fette für kosmetische und medizinale Zwecke.